# Паутер, Дэниел

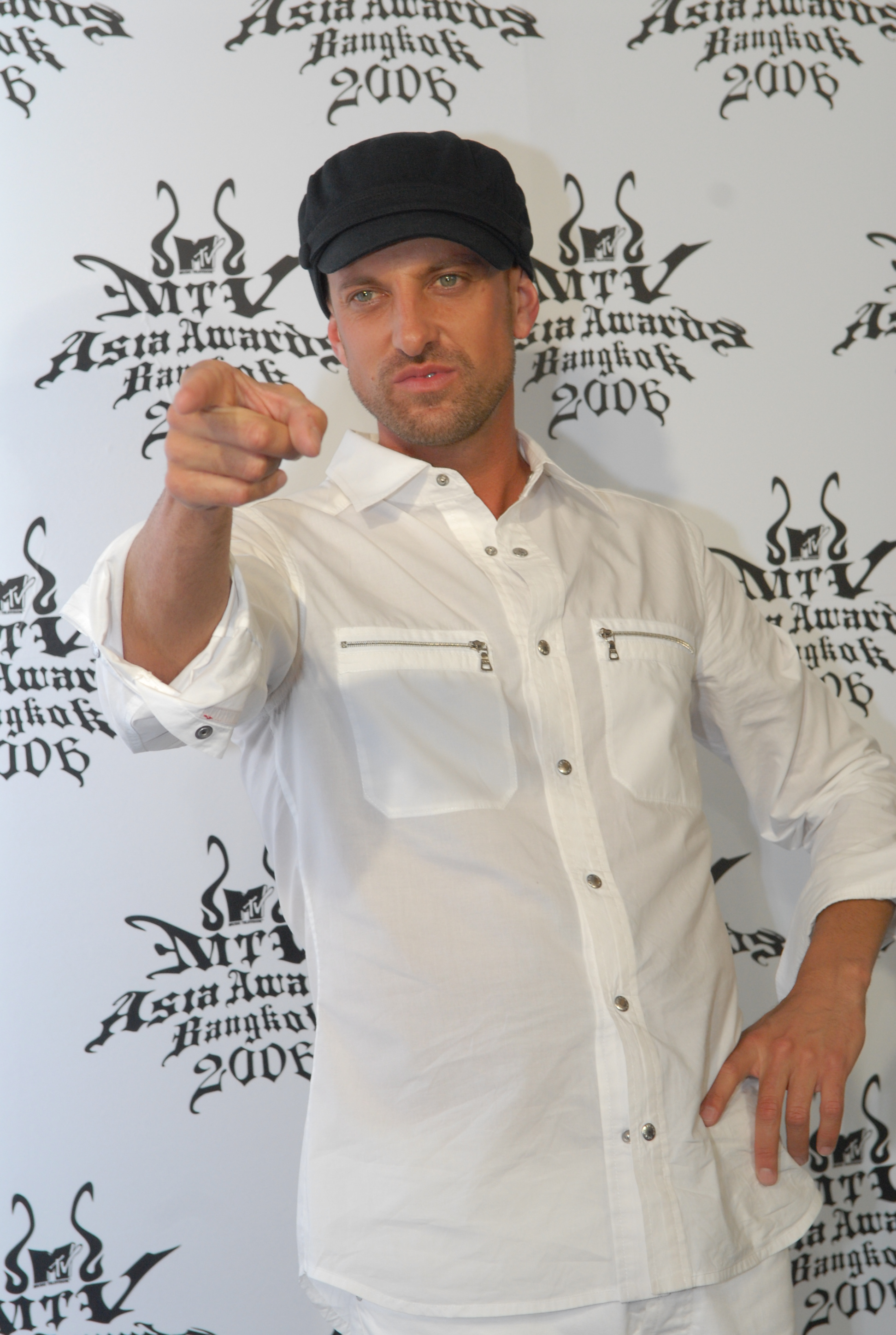
Паутер на церемонии MTV Asia Awards 2006, Бангкок, Таиланд

Дэниел Паутер (англ. Daniel Powter; 25 февраля 1971, Вернон) — канадский певец, ставший известным благодаря суперхиту Bad Day.

## Биография
Родился 25 февраля 1971 года в г. Вернон (Британская Колумбия, Канада). В детстве играл на скрипке и пианино.
Первый альбом Паутера I'm Your Betty вышел в 2000 году ограниченным тиражом, включал 10 песен и 2 из них — «More Than I» и «Negative Fashion» — появились в телешоу Higher Ground.
Первый сингл Паутера «Bad Day», впервые был выпущен в Европе в середине 2005 года, предваряя выход 2-го альбома, Daniel Powter. Фирма Warner Bros. Records выбрала этот сингл для коммерческого продвижения всего альбома, а затем и фирма Coca-Cola выбрала эту песню в качестве темы для своей рекламной кампании в Европе.
Песня «Bad Day» достигла первого места Billboard Hot 100 (5 недель № 1 в апреле-мае 2006 года), Adult Top 40 и Adult Contemporary, сделав Паутера первым канадским певцом-солистом на вершине главного чарта США впервые после Bryan Adams, который в 1995 году лидировал с хитом «Have You Ever Really Loved a Woman?». Песня также возглавила хит-парад в Канаде. В последующем повторить успех Паутеру с другими песнями не удалось, ни одна из них не достигла вершины чартов.
В 2006 году Паутер был назван Лучшим новым артистом года (New Artist of the Year) и получил канадскую премию Juno Awards, а также был номинирован по сходной номинации Best International Breakthrough Act на премию BRIT Awards.
Песня «Bad Day» была номинирована в 2006 году на награду Billboard Music Awards как Сингл года (Hot 100 Single of the Year), а также названа журналом Billboard Песней 2006 года (Song of the year). В 2007 году был удостоен номинации Grammy Awards в категории Best Male Pop Vocal Performance.
В декабре 2009 года журнал Billboard назвал Д. Паутера исполнителем десятилетия по разряду One-Hit Wonder, то есть таких исполнителей, у которых вторые хиты не поднялись выше 25 места в чарте после сверхуспешного первого сингла.

## Дискография

### Альбомы

#### Студийные альбомы
- I'm Your Betty — 2000
- Daniel Powter (альбом) — 2005 (№ 9 в Billboard 200)[4]
- Under the Radar — 2008
- Turn on the Lights — 2012

#### Сборники
- B-Sides — 2007[5]
- Best of Me — 2010[6]

### Синглы
- «Bad Day» — 2005 (№ 1 в США и Ирландии; № 2 в Великобритании; № 3 в Австралии и Франции; № 7 в Канаде)[7]
- «Free Loop (One Night Stand)» — 2005 (№ 11 в Канаде)
- «Lie to Me» — 2006
- «Love You Lately» — 2006
- «Next Plane Home» — 2008
- «Best of Me» — 2009
- «Crazy All My Life» — 2013